# IC 2194
IC 2194 — галактика типу S? (спіральна галактика) у сузір'ї Близнята.
Цей об'єкт міститься в оригінальній редакції індексного каталогу.